# Техніко-економічні показники будівництва свердловин
Техніко-економічні показники будівництва свердловин – показники, які умовно охоплюють такі групи: 
- 1. Показники обсягу робіт – плануються і враховуються в натуральному та вартісному виразі. До натуральних показників належать: буріння в метрах; верстато-місяці буріння; кількість свердловин, розпочатих вежобудуванням; кількість свердловин, розпочатих бурінням; кількість свердловин, закінчених бурінням; кількість свердловин, закінчених будівництвом (випробовуванням); кількість свердловин, зданих у експлуатацію, кількість випробуваних об’єктів у процесі буріння і після закінчення буріння. До вартісних показників належать: собівартість обсягу робіт по будівництву свердловин; кошторисна вартість обсягу робіт по будівництву свердловин.
- 2. Показники, що характеризують тривалість будівництва свердловини: тривалість будівництва свердловини, у т. ч. по елементах циклу будівництва в днях; баланс календарного часу будівництва свердловини, в т. ч. по елементах циклу будівництва, в годинах: циклова швидкість, швидкість буріння, технічна швидкість у метрах на верстато-місяць; механічна та рейсова швидкості, в годинах на метр та ін.
- 3. Показники, що характеризують ефективність режиму буріння: буріння на долото, рейсова швидкість, час буріння одного метра, механічна швидкість та ін.
- 4. Показники, що характеризують геолого-технічні умови будівництва свердловини: глибина свердловини, а також деякі показники тривалості будівництва свердловини та ефективності режиму буріння (швидкість буріння, механічна швидкість, буріння на долото та ін.).

Усі названі показники подаються за метою буріння: розвідувальне та експлуатаційне. На базі названих основних показників можна одержати додаткові показники, необхідні для планування та аналізу бурових робіт. Напр., середній час одного спуско-підняття інструменту, баланс часу у відсотках чи в розрахунку на 1000 м буріння та ін. Для оцінки впливу сезонності (ритмічності) проведення робіт протягом року, крім зіставлення названих вище показників по місяцях і кварталах, може розраховуватися коефіцієнт сезонності. Для аналізу використовуються й економічні показники будівництва свердловин (собівартість буріння одного метра, продуктивність праці та ін.).